# Ngauruhoe
Der Mount Ngauruhoe (Aussprache [ŋauɾuhoe]) ist ein aktiver Vulkan in Neuseeland. Der konisch geformte Berg befindet sich im Volcanic Plateau der Nordinsel und stellt mit einer Höhe von 2291 Metern den höchsten Gipfel des Tongariro-Massivs dar. Obwohl der Ngauruhoe meistens als eigener Berg angesehen wird, ist er geologisch gesehen nur der jüngste, aber höchste von weiteren Kegeln des Tongariro.

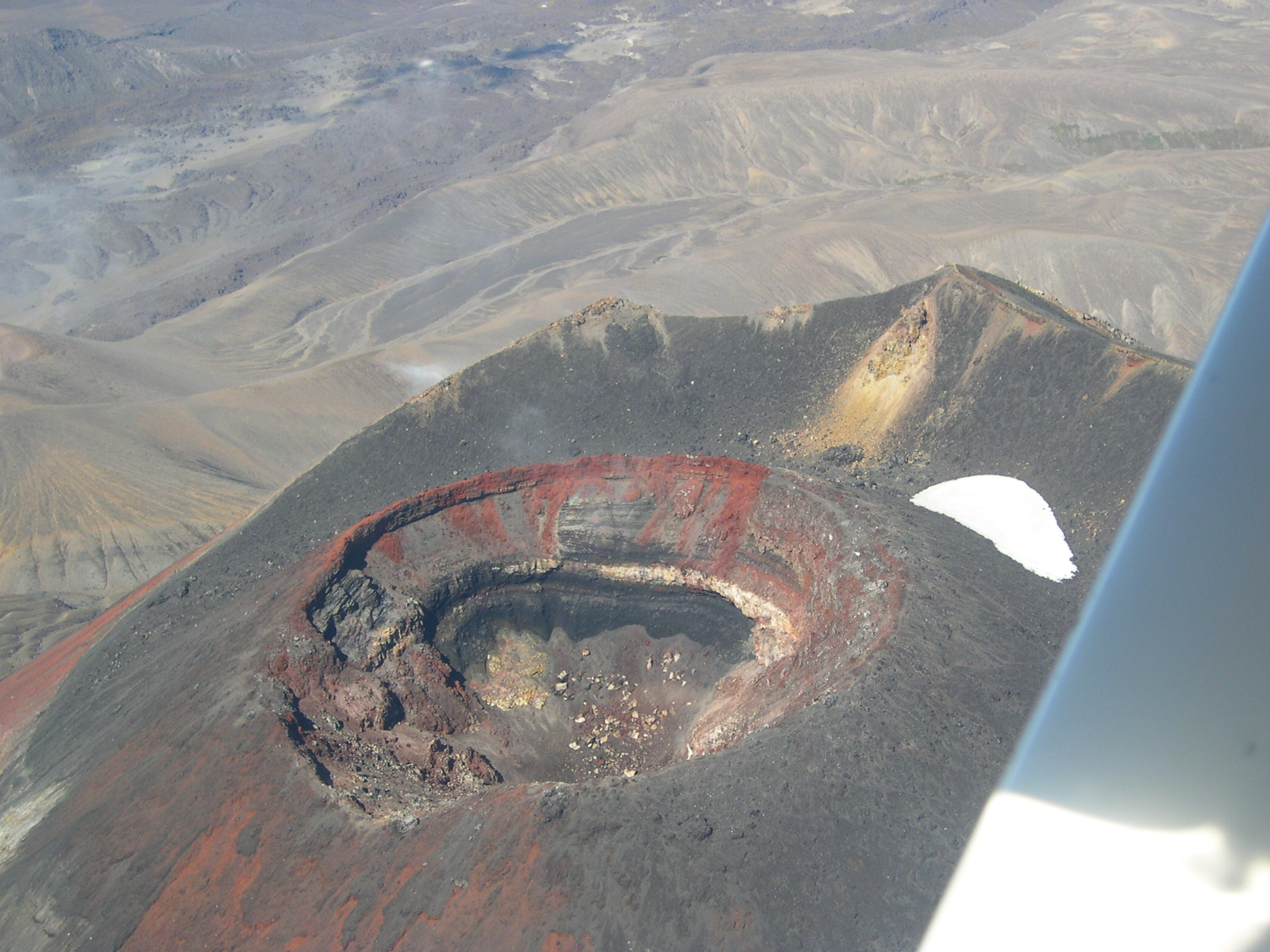
Blick in die Krateröffnung des Ngauruhoe

Der etwa 25 Kilometer vom Südufer des Lake Taupō entfernte Berg wird im Süden vom Ruapehu, dem höchsten Gipfel der Nordinsel, und im Norden durch den Tongariro eingegrenzt. Im Osten schließt sich die karge Gegend der Rangipo-Wüste an.
Der Ngauruhoe ist ein junger Schichtvulkan. Seine erste Eruption fand vermutlich erst vor 2500 Jahren statt. Insgesamt brach der Ngauruhoe im 20. Jahrhundert 45 Mal aus und war damit einer der aktivsten Vulkane dieses Jahrhunderts überhaupt. Die letzte große Eruption des Berges ereignete sich 1975. Seither stieg gelegentlich Rauch aus dem Doppelkrater des Berges, ohne dass es noch einmal zu einer Aktivität gekommen ist.
Zur Herkunft des Namens gibt es verschiedene Auffassungen, darunter die Ansicht, dass die Bezeichnung des Berges ihren Ursprung in den Worten Nga Uru Hoe, ‚heiße Steine werfend‘, hat.
Für Peter Jacksons Filmtrilogie Der Herr der Ringe wurde der Ngauruhoe als Double für den Schicksalsberg genutzt, was ihm zu weltweiter Bekanntheit verhalf.